# 並木杏梨
並木 杏梨（なみき あんり、1995年3月8日 - ）は、日本のAV女優。ループエンターテイメント所属。

## 略歴・人物
大阪府出身。2014年10月、kawaii*専属女優としてAVデビュー。
特技はフェラチオ。
2016年9月24日、大坂なんば紅鶴にて「SEX革命の夜明け3 信長書店ｖｓ夢創庫ｖｓトイズハート with エネマグラ」にアシスタントMCとして出演。
以降の第4回第五回もアシスタントMCとして参加。
2022年2月4日、自身のTwitterにて同年6月いっぱいで正式にAVを卒業する事を発表。

## 出演作品

### アダルトDVD
- 並木杏梨kawaii*専属AVデビュー!!（10月25日、kawaii*）
- 顔射&3P解禁! 初体験4本番（11月26日、kawaii*）
- 完全主観でイク! 2人っきりの温泉旅（12月25日、kawaii*）

- 淫らな私を見てください。（1月25日、kawaii*）
- kawaii*ソープへいらっしゃいませ♪（2月25日、kawaii*）
- 杏梨の膣中で一緒にイって（3月25日、kawaii*）
- 媚薬なオイル塗りたくりセックchu♡（4月25日、kawaii*）
- 杏梨とるるのおっぱい好き素人乱交サークル体験ツアー!（5月26日、kawaii*）
- 生中出し 女子校生 4時間 Special Selection Vol.4（7月10日、BAZOOKA）
- 過激すぎるド素人娘 4時間スペシャル 26（7月10日、S級素人）
- 杏梨ちゃん全作コンプリート+未公開SEX特典付 8時間special（7月25日、kawaii*）※総集編
- 素人ナンパ持ち帰り!盗撮SEX横流し映像 8（8月14日、ナンパHEAVEN）
- エロ行為一切禁止のメイドリフレで悪戯! 隣に客がいるにも関わらず、声を押し殺し本気でイキまくるどスケベ淫乱メイド（8月28日、SCOOP）
- 有名コスプレイヤー 月に一度の危険日中出し大オフ会（9月1日、ワンズファクトリー）※「AV OPEN 2015」 エントリー作品
- Loco Girls 地元で見つけたカワイイ女の子AVデビュー 杏梨ちゃん（9月7日、Be Free）
- うちの娘を痴漢してください。（9月10日、ヒビノ）
- BAZOOKAの最高級プレミアムソープランド（9月11日、BAZOOKA）
- 女のカラダは腰使いで決まる! 4時間 17（9月11日、BAZOOKA）
- 生中出し若妻ナンパ! 11（9月11日、S級素人）
- ガチ本番!! 極上素人ナンパ即挿入!! in川崎（9月11日、S級素人）
- 東京路上軟派!! 巨乳美人お姉さん編 〜あなたのバストサイズを測らせて下さい〜（9月11日、S級素人）
- お金の為だと割り切って友達だけどSEXして下さい!! 5th（9月19日、DOC）※「あいり」名義
- なぜかブラを着けない妹!? 発達した身体のせいでサイズが全く合っていない下着はパッツパツで今にもポロリしそう… そんな発育した妹の身体を見ているとつい興奮してしまい…（10月1日、DOC）
- 親にも学校にも言えない、女子校生放課後限定バイト 6（10月9日、S級素人）
- J●はじめての電マ 2（10月10日、DOC）※「なつみ」名義
- 1人旅の温泉旅館でアダルトビデオの撮影にバッタリ遭遇! 男優としてスカウトされ有名AV女優たちとセックスしまくることになった素人童貞の僕! 2（10月23日、UMANAMI）
- 生挿入生汁中出し願望の一般素人 3（10月23日、S級素人）
- ぴちぴち系ウェア限定 スポコス★H あんり（11月6日、クリスタル映像）
- 変態に支配された性奴隷（11月13日、宇宙企画）
- 女子校生の教え子に睡眠薬を飲ませ会うたびに犯し記録し続けた家庭教師の投稿映像（11月27日、青空ソフト）
- 清楚な巨乳奥様をスーパー前でナンパしておっぱい鑑賞!! 2（12月10日、ホットエンターテイメント）
- 素人ナンパ!!地方に温泉旅行で来ているカップルの彼女を寝取ってハメちゃいました!!（12月25日、S級素人）

- 女体液 並木杏梨（1月21日、グローリークエスト）
- レンタル若妻～あなた好みの若妻に1日なにしてもいいのよ～（2月12日、BAZOOKA）
- 美乳コスプレイヤー輪姦撮影会（4月22日、NITRO）
- 「転校生は黒人（*゜ロ゜）ハッ!!」 私たちのクラスに来た転校生はまさかの黒人!? 偶然見てしまった彼のビッグなチ○コが頭から離れなくなり、「Please show me!」とお願いしているうちにアソコが疼きだして…（6月1日、DOC）
- 残酷猟奇性拷問 忍 号泣の女捜査官 Vol.10 並木杏梨（8月19日、Baby Entertainment）
- 河原の物陰で人目を忍んで生着替えする美巨乳女を偶然目撃してしまった僕は… 2（8月26日、DOC）
- スケベな親子がエッチなゲーム一転知らずに近親相姦 スカート巾着で娘の裸当ててみて! ゲーム 2 巻き上がったスカートで顔は隠しておっぱい、オマ○コ丸出し状態!見て、触って、ハメて、父親は自分の娘がわかるかな!?（9月8日、ROCKET）
- ハミ尻競泳水着の女（10月6日、AKNR）
- 愛する妻が知らない男に唾液たっぷり接吻しながら腰振り騎乗位でガッツリ痴女ってる姿を見てたらなぜかセンズリこきたくなっちゃった僕。 並木杏梨（11月4日、アウダースジャパン）
- 自宅で夫が見てない隙に痙攣するほど中出しセックス 並木杏梨（11月4日、光夜蝶）
- 母がこれほど欲求不満だったとは…、自慰行為を見られても恥ずかしがる所か息子の僕に欲情し、玩具のように僕の上で腰を振るイケない母（11月4日、NON）
- 夜勤中に居眠りしている看護師を夜這いしちゃった俺 4（11月10日、AKNR）
- 進学塾の美人講師の腋に発情してしまった俺 2（11月23日、AKNR）
- うちの娘にかぎって… 「アカン…、恥ずかしぃ…。」泣きそうな顔でそう言うと僕の娘は間男（せんせい）にカラダを許した【寝取られ】女子校生中出し【NTR】杏梨（11月25日、ビッグモーカル）
- ワタシとおじちゃんのタノシイ性活 並木杏梨（12月2日、アウダーズジャパン）
- 気付いているのかいないのか、訪問先のノーブラ奥様の大胆なポッチン乳首がすごい気になっていろいろ集中できない僕。（12月2日、LEO）
- 貴女のフェラチオの真髄を教えてください。十人十色のフェラ女神たち（12月22日、AKNR）
- スパンデクサー外伝 悪の女戦士ZORA ヒーロー凌辱 並木杏梨 桃瀬ゆり（12月23日、GIGA）

- 即入れ種付けをズ～～っとやりっぱなしの90分間11発勝負 並木杏梨（1月6日、NON）
- 若い夫には出来ないオレたち中高年のシツコイ責めに狂わされたネトラレ妻（1月13日、HERO）
- オナホール訪問販売員のおばさん 20（1月20日、STAR PARADISE）
- 童貞を弄ぶ妻とオジサンに弄ばれる妻。本当は淫乱な妻に俺は、ただ勃起する 2（2月3日、NON）
- ハミチンしていた僕を指摘しながらも含み笑いを浮かべ、敏感なチ○ポをイタズラされてフル勃起。それを見て目をトロ〜ンとさせ発情した姉は、僕にまたがりロデオする。（2月3日、NON）
- 嫁の妹からのエッチな誘惑に負けて中出しセックス 巨乳ヤン妻 並木杏梨（2月20日、STAR PARADISE）
- うちの妻にカギってと思う人ほど、見た目とは裏腹に乱れる人妻はいない るかと杏梨（3月3日、アウダーズジャパン）
- 美人妻センズリ鑑賞（3月20日、STAR PARADISE）
- けがされる聖なる薔薇と百合 レッドローズ編/ホワイトリリー編 並木杏梨（3月24日、GIGA）
- 残酷猟奇性拷問 忍 SPECIAL BEST FILMS 屈辱の果てにイク女、号泣の彼方に（5月7日、Baby Entertainment）
- ノーブラで僕を誘惑する隣に引っ越してきたエッチな巨乳奥さん　並木杏梨（6月1日、グローリークエスト）
- 1人じゃ足りない、3Pにハマった清純派美人妻は、夫の知らない所で派手に果てる4時間（7月13日、イエロー）
- まるごと並木杏梨 4時間（8月4日、アウダーズジャパン）※単体ベスト
- ムチムチ神ブルマ あんり（11月16日、親父の個撮）
- ポルチオ開発オイルマッサージで寝取られた私の妻… Vol.001 並木杏梨（12月1日、ONEZ）
- お節介なヤンキー姉貴のスペシャルED治療（12月8日、BAZOOKA）

- 並木杏梨が初挑戦! ノンストップ激イキSEX!! ～うちがイクとこ見といてな、全部ガチやから。何度イッてもまた繰り返される無限イキ地獄襲来!! 絶倫デカチン男たちのガン突きエンドレスピストン! 杏梨の絶頂アクメは永遠に終わらない!!!～（1月4日、MILK）
- 濡れてテカってピッタリ密着 神スク水 並木杏梨（1月25日、親父の個撮
- こっちの穴も使ってください! アナル性感帯美乳ドM美少女両穴ザーメン流し込みSEX 並木杏梨（3月1日、無垢）
- キモデブ 3P肉弾凌辱 合計300kgの種付けプレスで圧迫中出し!! 並木杏梨（3月1日、MILK）
- Ma○ko Device Bondage 鉄拘束マ○コ拷問 並木杏梨（5月3日、グローリークエスト）
- 大好きなカノジョをハメ撮りしちゃいました。美少女のエッチな素顔があらわになる密着イチャイチャプレイ（5月13日、S-Cute）
- 進め! お色気大作戦!! 中出しコンバットアカデミー 胡桃たえ 高嶋ゆいか 並木杏梨 前田えま（6月8日、BAZOOKA）
- ぶっかけ 中出し アナルSEX 3穴FUCK 並木杏梨（7月5日、MILK）
- S女とM男の王様ゲーム（10月5日、OFFICE K’S）
- 考察妄想倶楽部 ○○○で接吻挑発されちゃって…（10月5日、OFFICE K’S）
- 密着しながら淫語で誘惑してくる美少女たち（10月19日、OFFICE K’S）
- 日常のクンニ生活リズム（10月19日、OFFICE K’S）
- バイノーラル爆音フェラチオ（10月26日、REAL）
- 嫁の妹がエッチな誘惑してきて中出ししちゃった懺悔体験 180分（12月20日、STAR PARADISE）

- 暴走アクメ痴態 赤面野外調教デート 並木杏梨（2月7日、MILK）
- 「恥ずかしいけど、どうしてもポッチンしちゃうの…」 性欲旺盛で欲求不満なので無意識におっ起ってしまう敏感ドエロ乳首をコリコリされてもう拒否れない人妻（2月8日、LEO）
- 勃起チ○ポに美人妻が発情するセンズリ鑑賞会（2月20日、STAR PARADISE）
- 極めて声が出せない状況で行われる股間への執拗な責めがすごいっ!! バレたら大変なのでイキそうなのを我慢するがそろそろ限界がっ!!（5月1日、LEO）
- スーパーヒロインドミネーション地獄 42 スパンデクサー サンエンジェル & ムーンエンジェル 南梨央奈 並木杏梨（12月13日、GIGA）
- AV女優のイキ狂い自撮りオナニー（12月19日、グローリークエスト）

- 並木杏梨 初ファン感謝祭 ノンストップ生中出し24発 特濃顔射5発（4月23日、MILK）
- 関西弁丸出し!! そんでもってデカ乳!! 淫語で挑発してくる若奥様と嫁の妹にボクもう我慢できない（6月20日、STAR PARADISE）
- バカになるまで犯されるM男専門エステ密着性感施術 並木杏梨（10月7日、MEGAMI）
- 僕にお尻快感を教えてくれたムチムチ先生の気持ちよすぎるアナル責め 並木杏梨（11月19日、MEGAMI）

- 失禁するまでくすぐりしてみた（7月25日、SEX Agent）
- 巨乳女医 卑猥ナマ性交カウンセリング（10月12日、BAZOOKA）

- マングリポーズのお尻の穴の収縮とシワの本数までバッチリ分かるアナルひくひくオナニー 2（5月24日、アロマ企画）
- 奴隷女の全身舐めまくりご奉仕（5月24日、SEX Agent）
- M男くんに贈る2回連続射精命令! 君のオナニーの主導権はこの私が握っている。（6月7日、アロマ企画）
- 飴玉しゃぶった唾液とめどなく飲まされ続けながらアイスキャンデーのようにち○ぽしゃぶられ続ける（6月14日、アロマ企画）

### VR
- パンスト舐めさせJOI 並木杏梨（7月23日、CASANOVA）
- 終電を逃し行き遅れ先輩OLに持ち帰られた結果、鬼気迫る求婚SEXで何度も中出しを強要された夜 並木杏梨（8月13日、CASANOVA）
- 女性用風俗でサクヌキする女たち ～仕事帰りOLの自堕落騎乗位～ 並木杏梨（8月27日、CASANOVA）
- 美乳に巨乳に柔乳に いろんなおっぱいを無心でイジり観察するVR（9月24日、CASANOVA）
- 「バカね… そんなAVみたいに上手くいく訳ないじゃない」 女上司と出張先のホテルで起きた様々なAVシチュエーション 並木杏梨（10月4日、KMPVR-彩-）
- 口マ○コ、観察。（12月3日、CASANOVA）

- ワキ ガン見（1月21日、CASANOVA）
- 尻を撫で揉みまわしアナルを観るVR（1月28日、CASANOVA）

### イメージDVD
- 『AV無理』並木杏梨（2014年8月1日、未満）
- 未満式アイドル撮影会『激シャ無理』並木杏梨（2014年9月1日、未満）
- Anri Unlimited∞ 並木杏梨（2020年2月6日、REbecca）

## 出演

### 映画
- SEXアドベンチャー　ワンダー・エロス（2018年4月、オーピー映画　国沢実監督）ルシア役

## インタビュー
- 「完全なる整形乳」とネットで叩かれた？！いえいえ水泳選手を引退したら急激に成長した天然おっぱいです！▼中学生の時に同じ水泳クラブの男子と処女喪失。でも…血が出ずに…【並木杏梨ロングインタビュー第1回】(2017年10月9日、DMM NEWS.R18)[7]
- 実は芸能活動してました。CM出演経験あり？！処女消失の相手に縛られ電マ放置＆漫画喫茶で3時間滞在し10回射精？！学生時代のトンデモ性生活。そしてAVデビューへ。【並木杏梨ロングインタビュー第2回】(2017年10月17日、DMM NEWS.R18)[8]
- これで身内バレ対策は万全！？並木杏梨のAV女優流儀！kawaii*デビューだけどカワイイのはちょっと苦手…「SEXの方がラク！」▼ファンイベントで「この人たちは私でシコってるんだ！」と来場者に感激。【ロングインタビュー第3回】(2017年10月26日、DMM NEWS.R18)[9]
- オナニーのおかずは「アナル調教ＡＶ！特に素人投稿系！」爆乳AV女優が語るド変態性癖。初アナル撮影で「こ、これはウンチが出てませんか？」不安になりつつも完走！▼ドリルバイブは「超キモチ良かった！！」【並木杏梨ロングインタビュー最終回】(2017年10月31日、DMM NEWS.R18)[10]